# تردسییاس
تردسییاس (به اسپانیایی: Tordesillas) یک شهرستان در اسپانیا است که در استان وایادولید واقع شده‌است. پیمان تردسییاس که جهان را بین اسپانیا و پرتغال تقسیم می‌کرد در سال ۱۴۹۴ میلادی در این شهر به امضای طرفین رسید.

## خصوصیات
تردسییاس ۱۴۱٫۹۵ کیلومترمربع مساحت و ۹٬۰۶۷ نفر جمعیت دارد و ۷۰۴ متر بالاتر از سطح دریا واقع شده‌است.